# Entre todas las mujeres
...Entre todas las mujeres es un álbum de homenaje a Joaquín Sabina grabado en 2003 en el que trece cantantes, todas ellas mujeres, interpretan canciones del homenajeado. Fue producido por Víctor Manuel y excepto el tema cantado por Adriana Varela, grabado en Buenos Aires, el resto del disco se realizó en España.

## Lista de canciones e intérpretes
1. «Que se llama Soledad» (Rosario Flores)
2. «Con la frente marchita» (Adriana Varela)
3. «Calle Melancolía» (Carmen París)
4. «Quién me ha robado el mes de abril» (Ana Belén)
5. «Corre dijo la tortuga» (Julieta Venegas)
6. «Contigo» (Niña Pastori)
7. «Noches de boda» (Chavela Vargas)
8. «Y nos dieron las 10» (Tamara)
9. «Con dos camas vacías» (María Jiménez)
10. «La canción de las noches perdidas» (Pasión Vega)
11. «A la sombra de un león» (Soledad Giménez)
12. «Esta boca es mía» (Olga Román)
13. «Por el bulevar de los sueños rotos» (Lúa Ríos)